# SMS Magdeburg (1911)
Магдебург (нем. SMS Magdeburg (1911)) — лёгкий крейсер ВМС Германии периода Первой мировой войны. Головной корабль одноимённого типа.
Крейсер «Магдебург» был заложен компанией «Везер» на верфях в городе Бремен в 1910 году. Спуск на воду состоялся 13 мая 1911 года, введён в состав флота 20 августа 1912 года.

## Технические характеристики
Длина крейсера составляла 138,7 м (136 м по ватерлинии), ширина — 13,5 м, осадка — 5,1 м, водоизмещение — 4550 т. 
На «Магдебурге» были установлены 12 скорострельных орудий калибром 105 мм и длиной в 45 калибров, два расположенных ниже ватерлинии 500-мм торпедных аппарата, а также зенитные орудия. Крейсер нёс 120 морских мин заграждения и устройства для их сброса. Численность команды составляла 373 человека.
Три турбины «Германия» общей мощностью 33 500 л. с. и три винта позволяли развить скорость в 27,6 узлов. При полной загрузке в 1200 тонн угля и крейсерской скорости в 12 узлов «Магдебург» мог пройти 5820 морских миль.

## Первая мировая война
После начала Первой мировой войны «Магдебург» действовал в Балтийском море. В течение первых недель войны крейсер осуществлял бомбардировки и постановку мин возле Либавы. 
12 (25) августа 1914 года был послан в операцию по уничтожению русских морских дозоров в Финский залив с крейсером «Аугсбург» и двумя миноносцами, в ходе которой в ночь на 13 (26) августа 1914 года в тумане сел на камни у острова Оденхольм у северного побережья современной Эстонии, пробив двойной корпус. На выручку прибыл миноносец V-26 (извещённые о случившемся «Аугсбург» и второй миноносец из-за тумана и сильного течения неправильно определили  местонахождение и до утра искали повреждённый крейсер далеко от фактического места катастрофы), но попытки спасти корабль закончились неудачей. Катастрофа была обнаружена русским наблюдательным постом, размещённым на маяке на Оденхольме, который по радио сообщил о случившемся. Обнаружив работу радиостанции, «Магдебург» расстрелял и разрушил маяк артиллерийским огнём (выпущено 120 снарядов), но установленная в соседней постройке радиостанция не пострадала, а при попытке с крейсера высадить для её уничтожения на берег шлюпку с десантом она была отогнана ружейным огнём. 
Получив сообщения о случившемся, командующий Балтийским флотом адмирал Н. О. фон Эссен направил к месту катастрофы крейсера «Богатырь» и «Паллада», а также дивизион миноносцев. Около 11 часов 13 (26) августа 1914 года крейсера подошли к «Магдебургу» и открыли огонь. Немецкий миноносец V-26, успевший принять на борт часть экипажа «Магдебурга», обрубил трос, с боем оторвался от преследования и скрылся в тумане, успев получить 3 попадания русских снарядов и безрезультатно расстреляв 104 своих снаряда. Командир «Магдебурга» после нескольких выстрелов по русским крейсерам подорвал в двух местах свой корабль, окончательно выведя его из строя, после чего сдался русским. В плен попали 3 офицера, 3 инженера-механика и 51 матрос (причём 1 офицер и 2 матроса оказались из команды V-26, принимавшие в шлюпке с воды матросов крейсера и брошенные своим ушедшим кораблём). В русские корабли попаданий не было. Общие потери на двух немецких кораблях составили 17 убитых, 17 раненых, 75 человек пропали без вести.
В суматохе боя эвакуация была прервана, и секретные документы не удалось забрать с севшего на мель корабля. По уставу немецкого флота сигнальные книги требовалось сжечь в топке, но она оказалась затоплена забортной водой. Поэтому их пришлось выбросить за борт. Русское командование послало водолазов разыскать их, и после недолгих поисков их работа увенчалось успехом: книги лежали рядом с бортом корабля. Судя по всему, их бросили в воду с крыла ходового мостика. 
В радиорубке «Магдебурга» была найдена вторая сигнальная книга и черновой листок с зашифровкой радиограммы-донесения о недавнем боестолкновении. Зная наименования участвующих в нём русских и германских кораблей, дату, время и место столкновения, русские моряки сумели расшифровать её, а по ней и восстановить германский шифр.
В кратком бою погибли 15 матросов «Магдебурга», а 57 или 60 человек во главе с корветтен-капитаном Хабенихтом сдались в плен русским морякам. Командир корабля Хабенихт, увидев водолазов, понял, что сигнальные книги уже в руках русских. Впоследствии он содержался под усиленной стражей у Хабаровска — необходимо было исключить для него возможность передать весть о захвате книг на родину.
Во избежание того, чтобы сигнальные книги достались немцам, русский флот провёл контрразведывательную операцию: было известно, что немецкий агент попытался выйти на связь с Хабенихтом. Роль пленного Хабенихта решил сыграть имевший звание старшего лейтенанта Иван Ренгартен, свободно говоривший по-немецки и внешне походивший на капитана. От агента он получил шифрованное указание выяснить судьбу книг и доложить ему. Русские пустили немецкого агента по ложному следу: ему сообщили, что книги якобы были сожжены в котле № 14 крейсера. В действительности русские моряки тайно туда привезли несколько книг в обложках в свинцовом переплёте, которые затем и сожгли. Такие обложки были у сигнальных книг, однако на крейсер были доставлены фальшивые книги. Немцы, отправив экипаж подлодки для обследования борта крейсера «Магдебург», обнаружили котёл и остатки переплётов сгоревших кодовых книг. В случае, если бы кодовые книги оказались целыми, немцам пришлось бы полностью сменить шифр, что затруднило бы работу войскам связи Антанты. Одна из трех захваченных сигнальных книг была вскоре передана британскому Адмиралтейству.
Операция по захвату кодовых книг крейсера «Магдебург» сыграла решающую роль в раскрытии военно-морского шифра Германии, что оказало впоследствии значительное влияние на боевые действия на море и на ход войны в целом.
Флаг «Магдебурга» стал русским трофеем.
Также с крейсера были сняты орудия, установленные потом на ряд малых кораблей Балтийского флота: канонерская лодка «Храбрый» получила шесть 105-мм пушек, сторожевой корабль «Ястреб» — две, а сторожевые корабли «Копчик» и «Коршун» — по одной.
Российский флот частично разобрал крейсер на металл in situ и окончательно уничтожил остатки корпуса.

## Командиры корабля
| Фрегаттен-капитан Генрих Рохардт                      | Август—сентябрь 1912 года              |
| Фрегаттен-капитан Вильгельм Мост                      | Сентябрь 1912 года — февраль 1913 года |
| Фрегаттен-капитан/Капитан-цур-зее Густав-Юлиус Меркер | Февраль 1913 года — март 1914 года     |
| Корветтен-капитан Рихард Хабенихт                     | Март—август 1914 года                  |

## Второй «Магдебург»
B 1916 году в Киле на верфи Howaldtswerke был заложен новый крейсер типа «Кёльн II» под номером 602, призванный заменить в строю погибший «Магдебург». 17 ноября 1917 года ему было присвоено то же имя, но строительство к концу войны не было закончено, и недостроенный корабль пошел на слом: во-первых, Версальский договор ставил немецкий флот в очень жёсткие рамки, а во-вторых, разоренной войной стране требовался металл, а средств на достройку крейсера не было. 17 ноября 1919 года недостроенный корабль был исключен из состава флота, 28 октября 1921 года продан и в 1922 году разобран на металл.